# L'Autre (Bételgeuse)
Pour les articles homonymes, voir L'Autre.
L'Autre est le cinquième tome du deuxième cycle (Bételgeuse) de la série de bande dessinée Les Mondes d'Aldébaran. Il a reçu le Prix Tournesol 2008.

## Résumé
L'équipe de Kim est à nouveau au complet. Les découvertes de Kim sont bouleversantes : une mantrisse (créature protéiforme) sur Bételgeuse ! Mais son comportement est étrange, presque agressif.
Une rencontre incroyable avec un extraterrestre nommé Sven va tout remettre en cause et bouleverser la suite de la mission,.
Avec L’Autre prend fin le cycle de Bételgeuse, second volet de la série Les Mondes d’Aldébaran.

## Distinction
L'album a reçu le Prix Tournesol 2008.

## Documentation
- Paul Gravett (dir.), « Les années 2000 : Bételgeuse », dans Les 1001 BD qu'il faut avoir lues dans sa vie, Flammarion, 2012 (ISBN 2081277735), p. 739.